# Dorfkirche Steinhagen (Vorpommern)

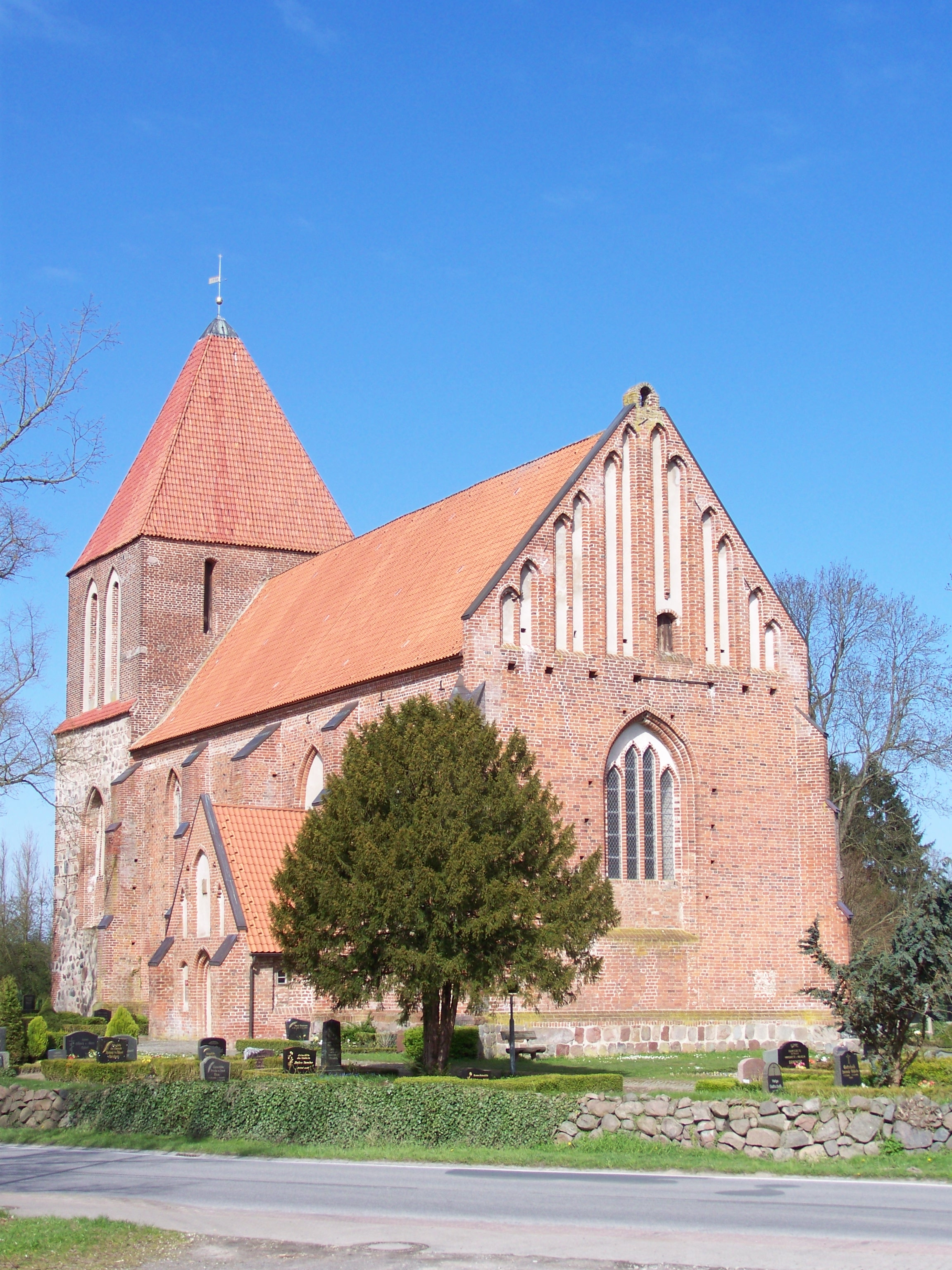
Die Dorfkirche in Steinhagen

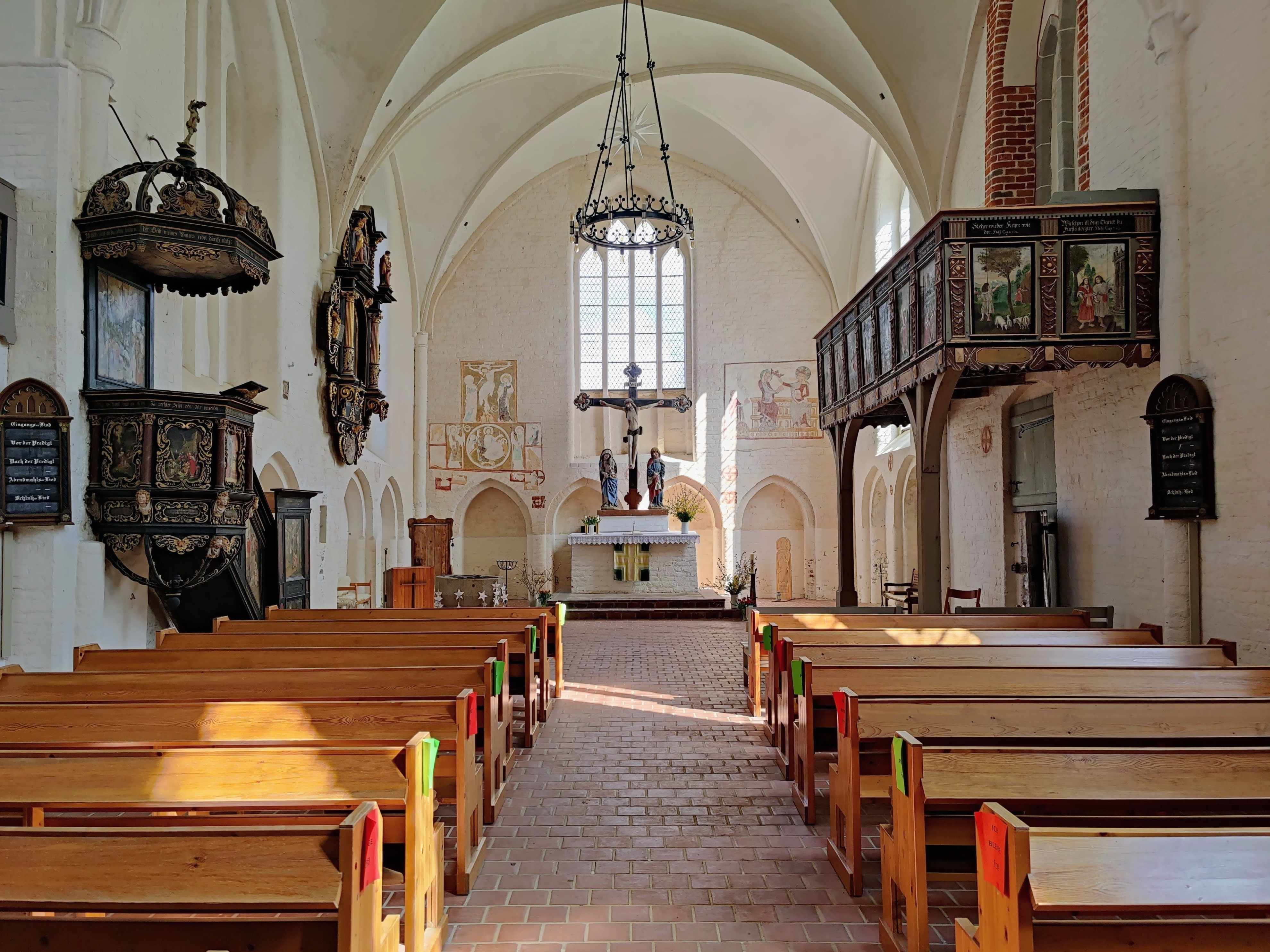
Innenraum (2011)

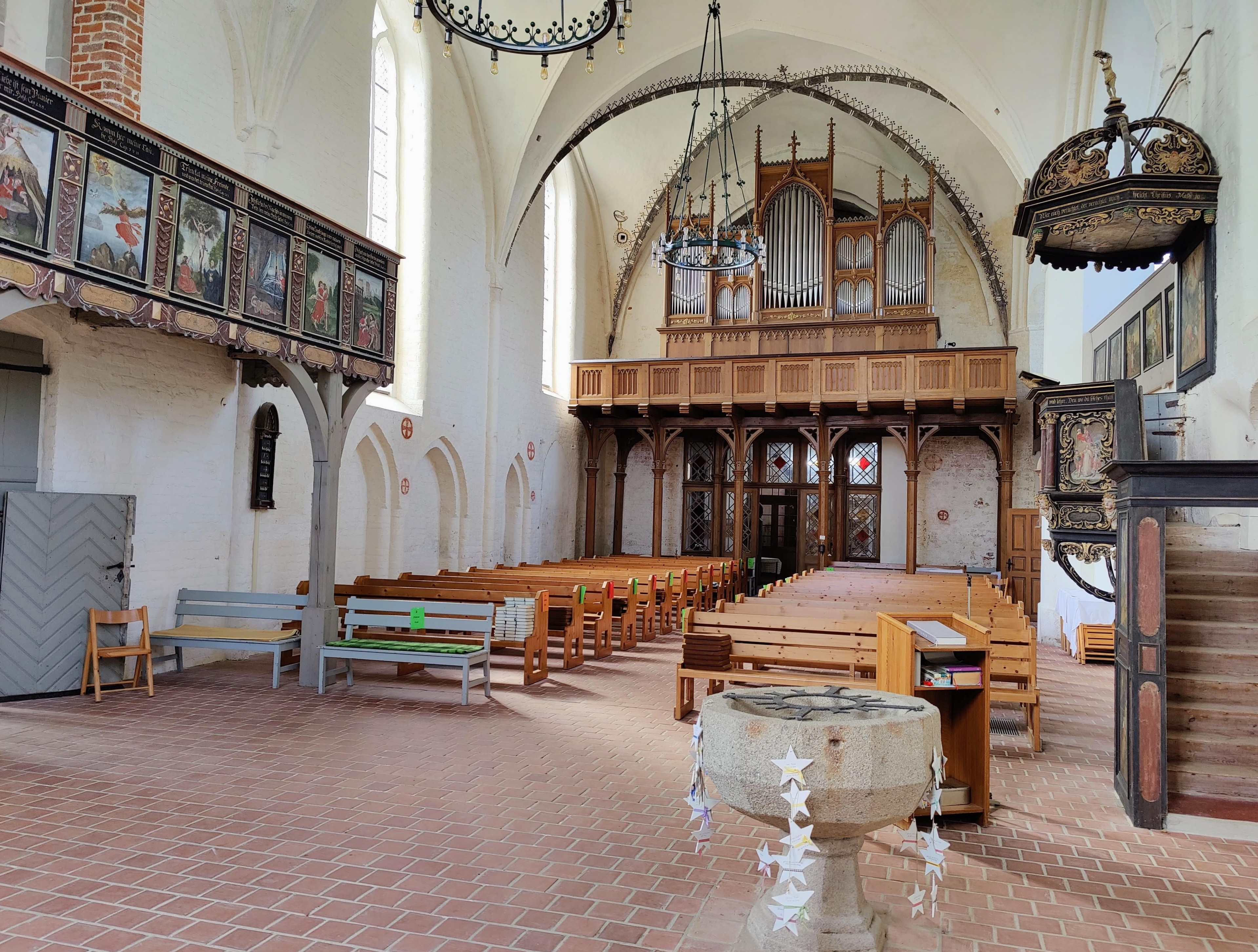
Blick zur Orgel

Die Dorfkirche Steinhagen ist eine aus dem 13. Jahrhundert stammende Dorfkirche in der vorpommerschen Gemeinde Steinhagen.

## Geschichte
Die Kirche wurde erstmals 1283 erwähnt. Sie wurde in der Nähe des
Klosters Neuenkamp gegründet.
Von 1634 bis 1639 war Jakob Liefer Pfarrer der Kirche.

## Lage
Die Kirche liegt im Ortskern, umgeben vom denkmalgeschützten Pfarrhaus (1810), dem Friedhof (mit Gedenkstein für die deutschen Gefallenen des Ersten Weltkrieges), einer Scheune und historischer Streuobstwiese mit 70 Bäumen seltener Apfelsorten.

## Gestalt
Die gotische Hallenkirche wurde aus Backstein errichtet. An der südlichen Schiffswand sind unterhalb der Fenster gestufte, gekuppelte spitzbogige Mauernischen ausgeführt. Der östliche Giebel weist schlanke, gekuppelte Spitzbogenfenster auf.

## Ausstattung
Die Gesamtheit der Ausstattung ergibt im Zusammenhang mit dem Inneren des Baukörpers ein stimmungsvolles Ensemble.
Zur Ausstattung zählen mittelalterliche Freskenmalereien an der Ostwand (um 1380), die die Krönung Marias und das Weltgericht darstellen, eine Triumphkreuzgruppe (Ende des 15. Jahrhunderts) als Altaraufsatz (Kruzifix, Maria, Johannes), barocke Malereien an den Emporen und der Kanzel (1659; Leben Jesu, Leidensgeschichte, Hohelied Salomos) und ein Epitaph des Stifters der Malereien, Klinkowström. Im westlichen Joch findet sich ornamentale Rippenbemalung.
Das Taufbecken aus Granit stammt aus dem 13. Jahrhundert.
Eine Mordwange vom Ende des 15. Jahrhunderts zeigt in Ritzzeichnungen den Ermordeten und das Weltgericht, sie erinnert an die Ermordung des Mönchs Detmarius Mohrdorf und wurde aus konservatorischen Gründen vom Außenbereich in die Turmhalle umgesetzt.
Erwähnenswert sind ferner ein Turmuhrwerk aus der Zeit um 1750, das ursprünglich für das Läuten der Stundenglocke und die Anzeige der Zeit durch ein heute nicht mehr existierendes Zifferblatt sorgte sowie eine aus der Zeit um 1800 stammende Sonnenuhr, eine einfache Steinplatte, am Südvorbau.

## Orgel
Die Orgel mit 12 Registern auf zwei Manualen und Pedal wurde 1863 von Friedrich Albert Mehmel gefertigt und 1992 von W. Sauer Orgelbau Frankfurt (Oder) restauriert.

## Geläut
Die Glocke stammt aus dem Jahr 1683 und wurde von Adam Lomeier gegossen.

## Gemeinde
Die evangelische Kirchengemeinde Steinhagen/Negast gehört seit 2012 zur Propstei Stralsund im Pommerschen Evangelischen Kirchenkreis der Evangelisch-Lutherischen Kirche in Norddeutschland. Vorher gehörte sie zum Kirchenkreis Demmin der Pommerschen Evangelischen Kirche.

## Bilder

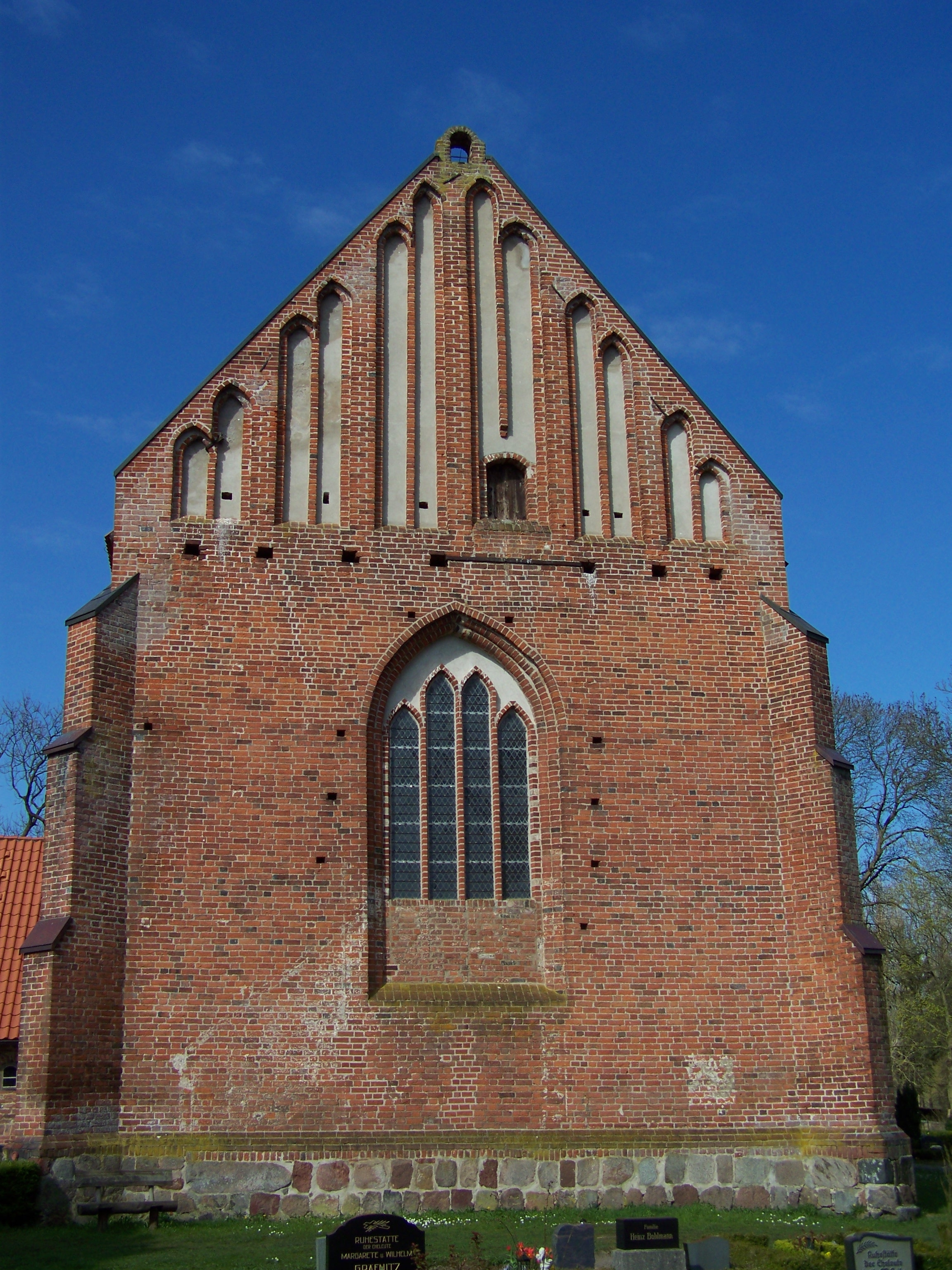
Der Giebel
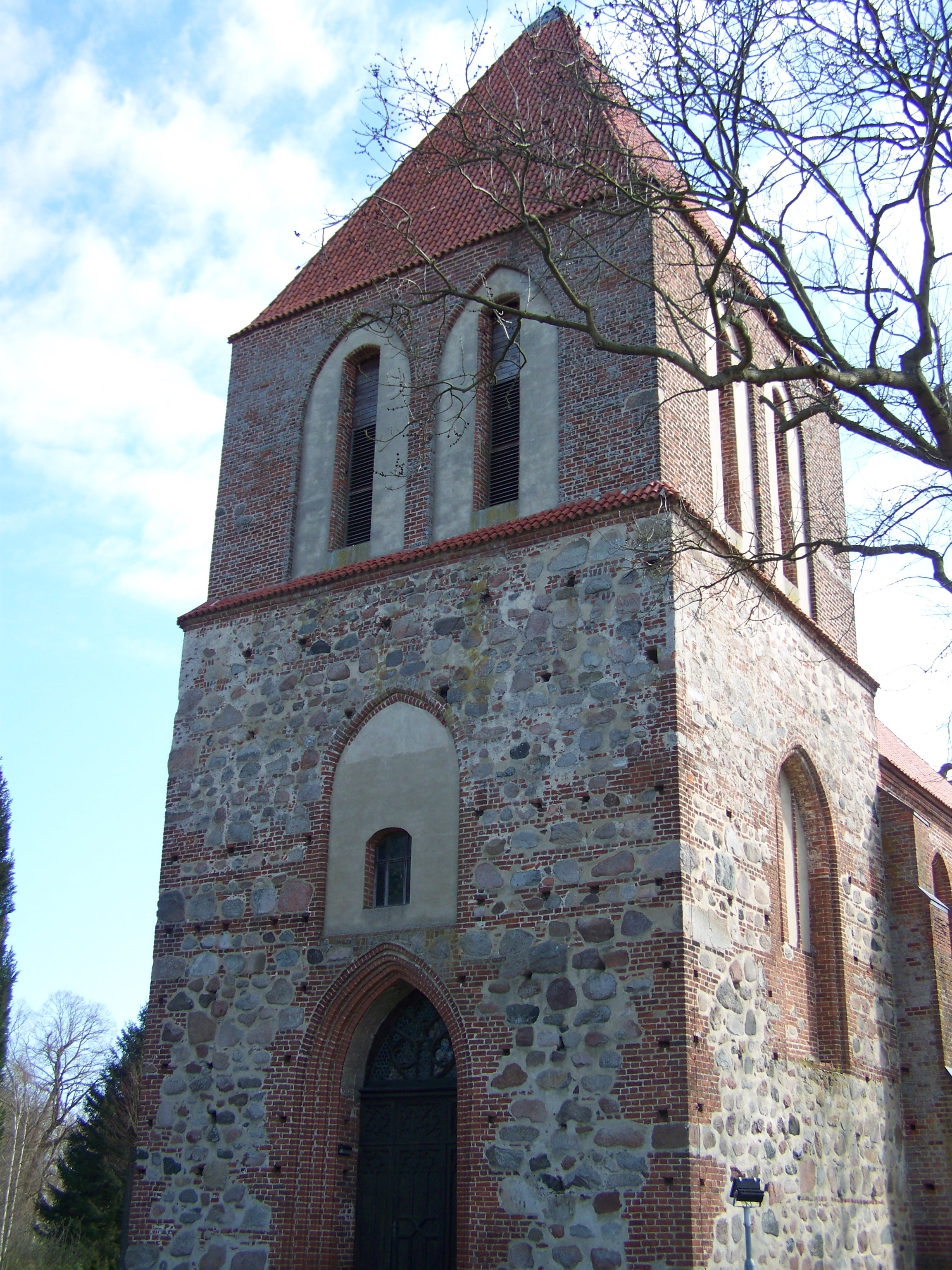
Kirchturm
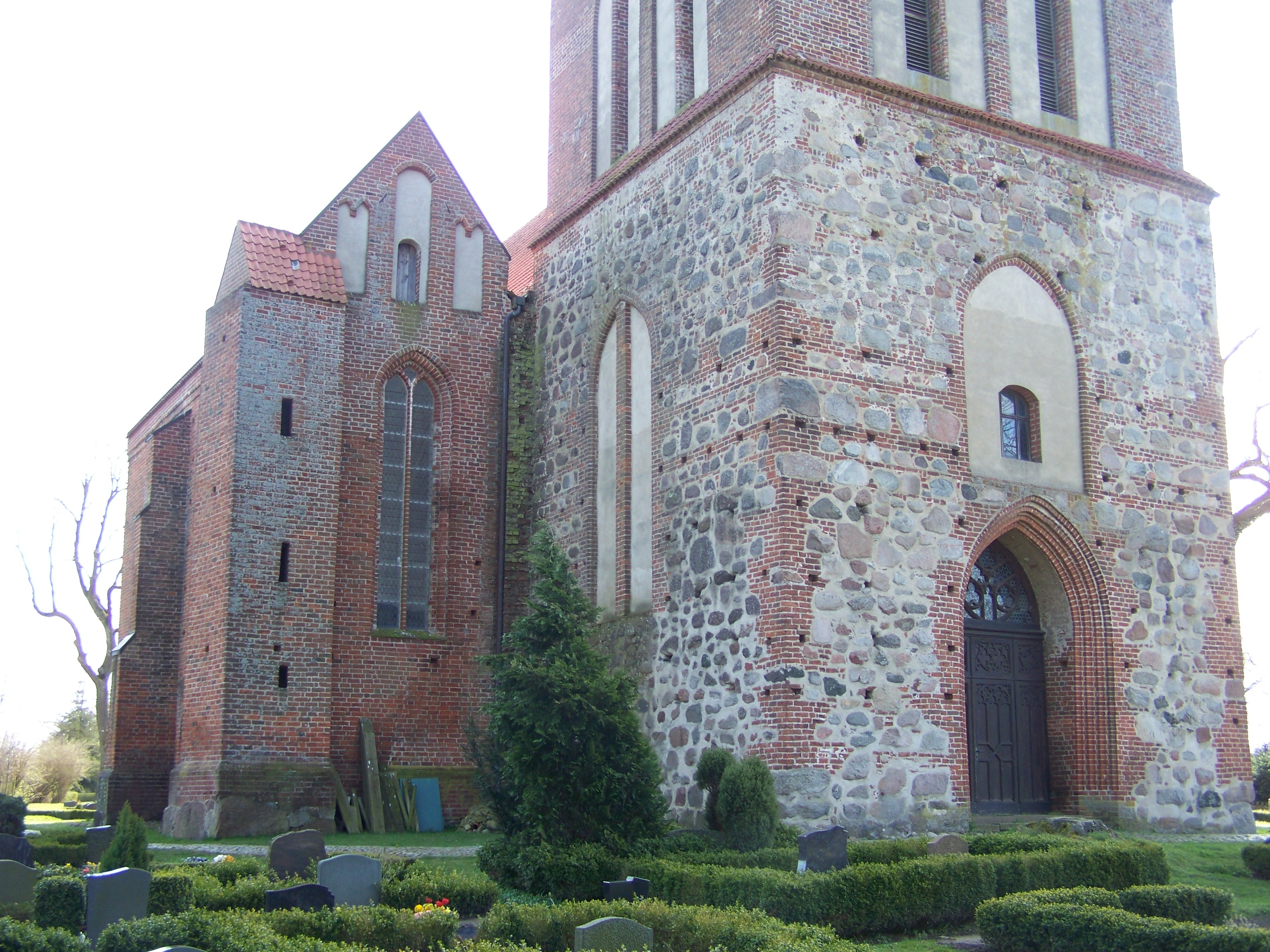
Kirchturm und Seitenschiff
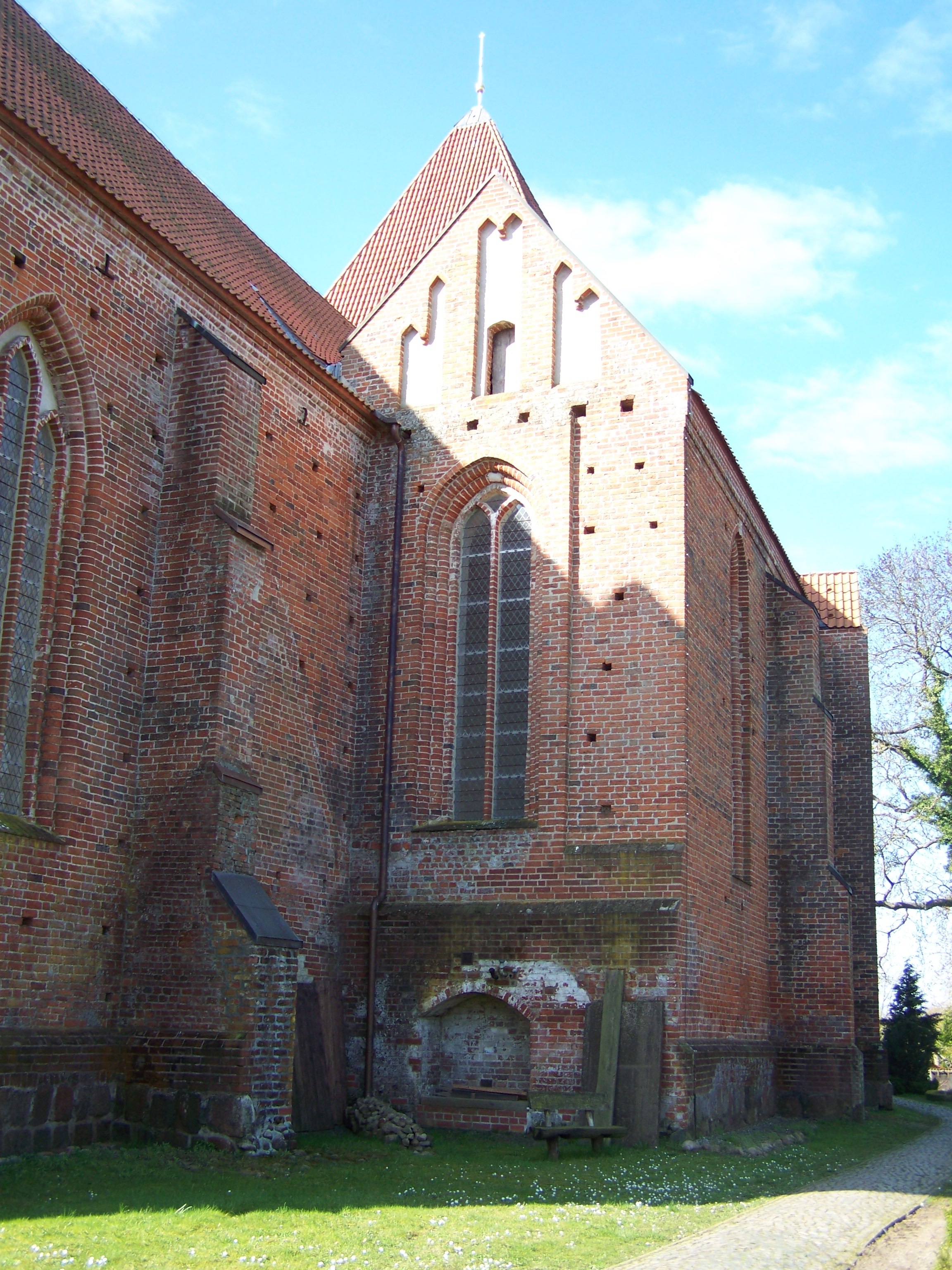
Seitenschiff
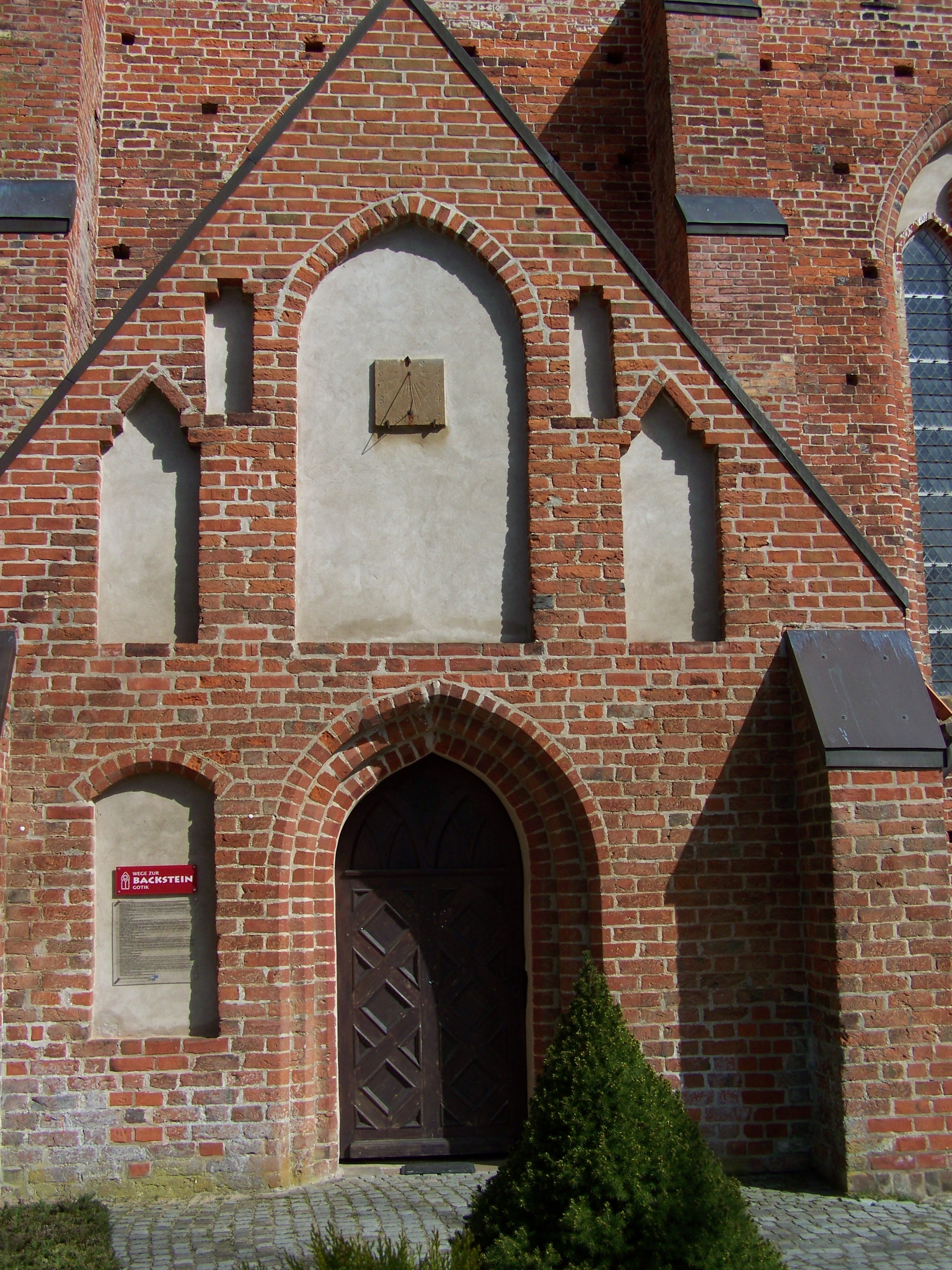
Seiteneingang mit Sonnenuhr
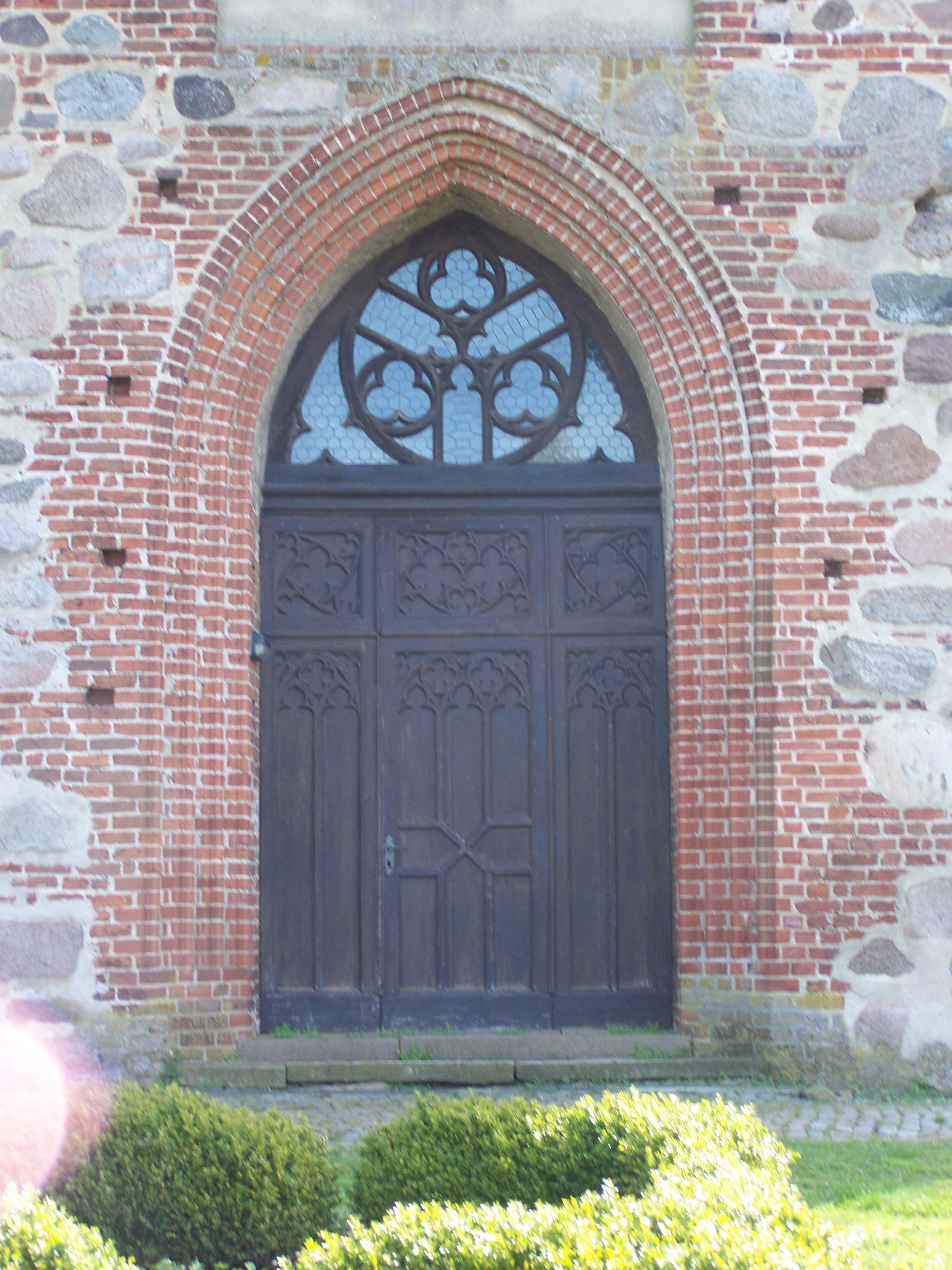
Hauptportal
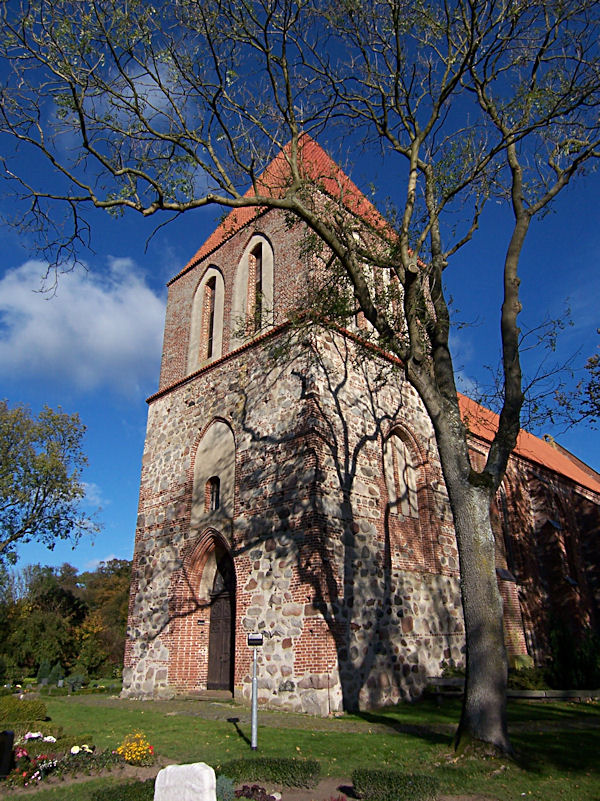
Kirchturm
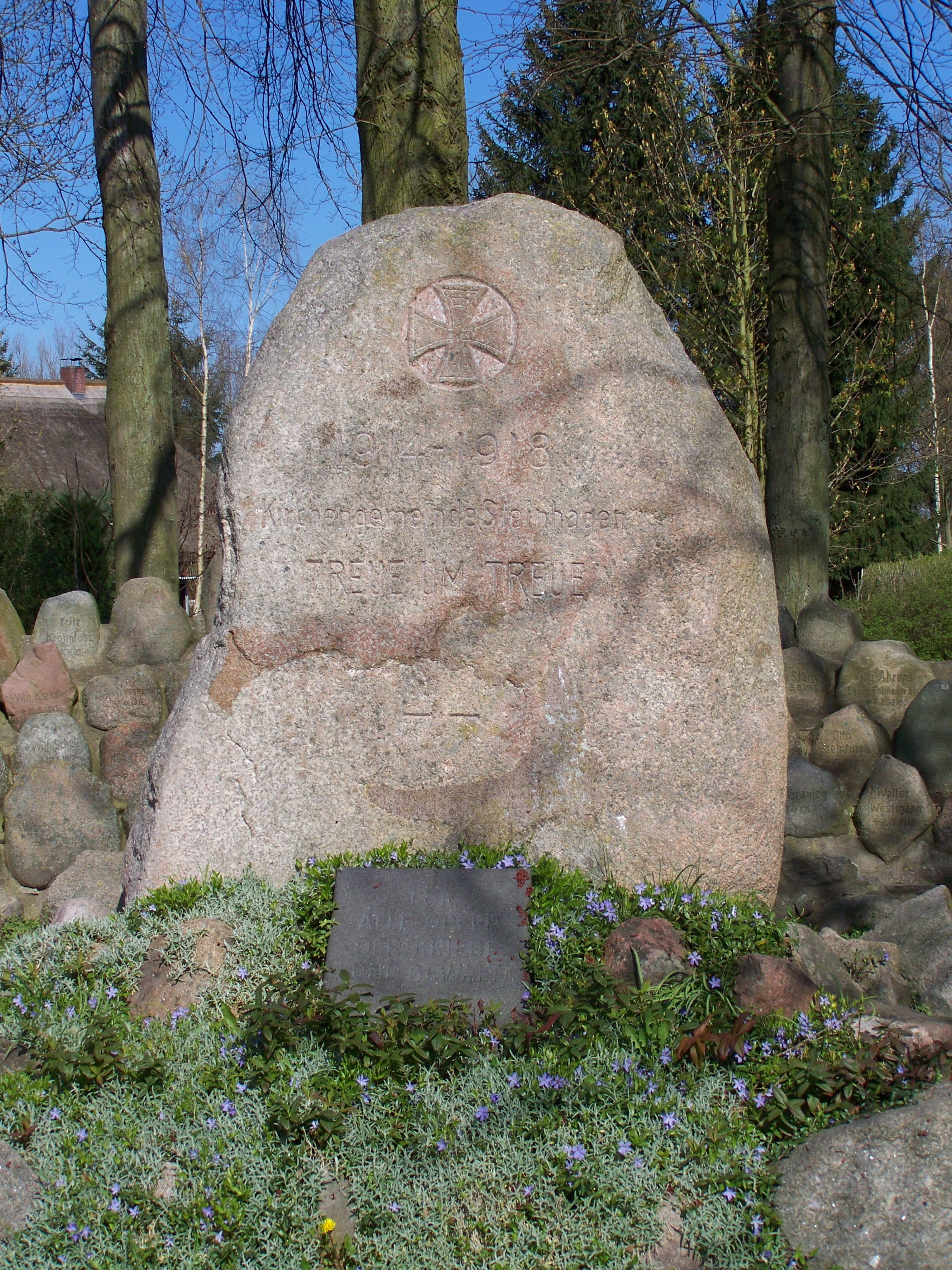
Denkmal auf dem Kirchhof